# Parábola

Uma parábola

Parábola (do grego: παραβολή) é uma seção cônica gerada pela interseção de uma superfície cônica de segundo grau e um plano paralelo à reta geratriz do cone, sendo que o plano não contém esta. Equivalentemente, uma parábola é a curva plana definida como o conjunto dos pontos que são equidistantes de um ponto dado (chamado de foco) e de uma reta dada (chamada de diretriz). Aplicações práticas são encontradas em diversas áreas da física e da engenharia como no projeto de antenas parabólicas, radares, faróis de automóveis.

## Definições e visão geral

Parábola de foco e diretriz.

### Equações da geometria analítica
Uma parábola é o conjunto de pontos no plano que são equidistantes de um ponto dado {\displaystyle F} (foco) e uma reta dada {\displaystyle r} (diretriz) que não contém {\displaystyle F}. Assim, em coordenadas cartesianas, uma parábola de foco {\displaystyle F(p,0)} e reta diretriz {\displaystyle r:x=-p} tem equação
{\displaystyle y^{2}=4px.}
Uma parábola é dita estar em uma posição padrão quando seu foco está sobre o eixo das abscissas ou sobre o eixo das ordenadas e sua diretriz é, respectivamente, paralela ao eixo das ordenadas ou ao eixo das abscissas. A equação de uma parábola em uma posição padrão é chamada de equação padrão. Assim, além da equação acima, temos que:
{\displaystyle x^{2}=4py}
é, também, uma equação padrão. Esta caracteriza uma parábola de foco {\displaystyle F(0,p)} e diretriz {\displaystyle r:y=-p.} De fato, por definição, {\displaystyle P(x,y)} pertence à parábola se, e somente se:
{\displaystyle d(P,F)=d(P,r)}
onde, {\displaystyle d(\cdot ,\cdot )} denota a distância euclidiana. Assim, para uma parábola de foco {\displaystyle F(p,0)} e diretriz {\displaystyle r:x=-p,} temos:
{\displaystyle {\sqrt {(x-p)^{2}+y^{2}}}={\sqrt {(x+p)^{2}}}\Leftrightarrow (x-p)^{2}+y^{2}=(x+p)^{2}}
que é equivalente à equação {\displaystyle y^{2}=4px}. O procedimento é análogo para uma parábola de foco {\displaystyle F(0,p)} e diretriz {\displaystyle r:y=-p,} mostrando que, neste caso, {\displaystyle x^{2}=4py}.
O eixo de simetria de uma parábola é definido como a reta que passa por seu foco {\displaystyle F} e é perpendicular a sua reta diretriz {\displaystyle r.} O vértice de uma parábola é definido pela intersecção da parábola com seu eixo de simetria. Notemos que nas equações acima {\displaystyle |p|} corresponde a distância do vértice ao foco, bem como, à diretriz.

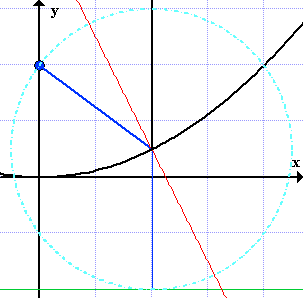
Um gráfico mostrando as propriedade reflexivas,a diretriz (em verde), e as linhas conectando o foco e e diretriz à parábola (em azul)

Observamos que, por translação, obtemos a equação de uma parábola com vértice V{\displaystyle (h,k),} foco {\displaystyle F(h+p,k)} e diretriz {\displaystyle r:x=h-p} por:
{\displaystyle (y-k)^{2}=4p(x-h).}
Analogamente, uma parábola com vértice V{\displaystyle (h,k),} foco {\displaystyle F(h,k+p)} e diretriz {\displaystyle r:y=k-p} é descrita pela equação:
{\displaystyle (x-h)^{2}=4p(y-k).}
De maneira geral, uma parábola é uma curva no plano cartesiano definida por uma equação irredutível de coeficientes reais da forma:
{\displaystyle ax^{2}+2bxy+cy^{2}+dx+ey+f=0}
com {\displaystyle b^{2}=ac,} {\displaystyle a+c\neq 0}. O fato da equação ser irredutível significa que ela não pode ser fatorada como um produto de dois fatores lineares.

### Outras definições geométricas[carecede fontes?]

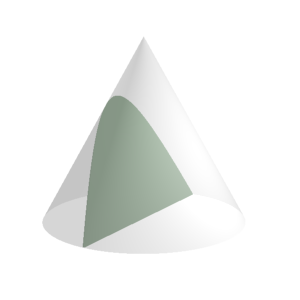
Parábola como seção cônica.

Uma parábola também pode ser caracterizada com uma secção cônica com uma excentricidade igual a 1. Como uma consequência disso, todas as parábolas são similares.
Uma parábola também pode ser obtida como o limite de uma sequência de elipses onde um foco é mantido fixo e o outro pode se mover para uma distância cada vez maior do foco em uma direção. Desta forma, uma parábola pode ser considerada a seção do segmento de uma elipse que possui um foco no infinito. A parábola é a transformada inversa de um cardióide.
Se girarmos uma parábola através de seu eixo em um gráfico de três dimensões temos uma forma conhecida como o parabolóide de revolução.

## Dedução das equações

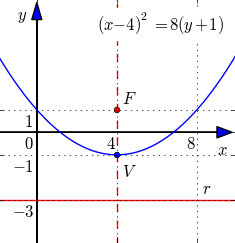
Exemplo de uma parábola com eixo de simetria vertical.

### Em coordenadas cartesianas

#### Eixo vertical de simetria
Estas deduções se baseiam em uma parábola com eixo vertical de simetria, com  vértice {\displaystyle V}{\displaystyle (h,k)} e distância {\displaystyle p} entre o vértice e o foco. Por convenção, se o vértice estiver abaixo do foco p é positivo, caso contrário p é negativo.
Como, por definição, um ponto {\displaystyle P(x,y)} na parábola dista do foco {\displaystyle F(h,k+p)} tanto quanto da reta diretriz {\displaystyle r:y=k-p,} podemos escrever:
{\displaystyle d(P,F)=d(P,r)\Rightarrow {\sqrt {(x-h)^{2}+(y-k-p)^{2}}}=|y-k+p|}
onde, {\displaystyle d(\cdot ,\cdot )} denota a distância euclidiana e {\displaystyle |\cdot |} denota a função valor absoluto. Lembrando que {\displaystyle |x|={\sqrt {x^{2}}}} para qualquer {\displaystyle x} real, temos:
{\displaystyle (x-h)^{2}+(y-k-p)^{2}=(y-k+p)^{2}}
{\displaystyle (x-h)^{2}=(y-k+p)^{2}-(y-k-p)^{2}}
{\displaystyle (x-h)^{2}=4p(y-k)}
a qual é a equação padrão procurada.
Comumente, esta equação aparece reescrita na forma de um trinômio do segundo grau:
{\displaystyle y=ax^{2}+bx+c}
onde:
{\displaystyle a={\frac {1}{4p}};\ \ b={\frac {-h}{2p}};\ \ c={\frac {h^{2}}{4p}}+k;} {\displaystyle h={\frac {-b}{2a}};\ \ k=-{\frac {b^{2}-4ac}{4a}}.}
Muitas vezes é útil descrever uma parábola via equações paramétricas. Tomando {\displaystyle x=x(t),} por exemplo {\displaystyle x(t)=2pt+h,} e substituindo na equação padrão, obtemos {\displaystyle y=y(t).} Isto nos fornece a seguinte parametrização de uma tal parábola:
{\displaystyle \left\{{\begin{array}{ll}x(t)=2pt+h\\y(t)=pt^{2}+k\end{array}}\right.,\quad t\in \mathbb {R} .}
Observamos que a parametrização de {\displaystyle x,} i.e. {\displaystyle x=x(t),} é arbitrária, sendo que diferentes escolhas levam a um conjunto diferente de equações paramétricas.

#### Eixo horizontal de simetria

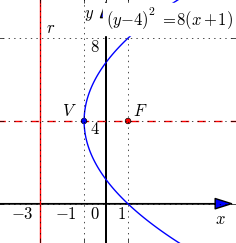
Exemplo de uma parábola com eixo de simetria horizontal.

Analogamente, uma parábola com eixo horizontal de simetria, vértice {\displaystyle V(h,~k)} e distância {\displaystyle p} entre o vértice e o foco tem equação padrão:
{\displaystyle (y-k)^{2}=4p(x-h)}
Notemos que esta pode ser reescrita no trinômio de segundo grau:
{\displaystyle x=ay^{2}+by+c}
tomando:
{\displaystyle a={\frac {1}{4p}};\ \ b={\frac {-k}{2p}};\ \ c={\frac {k^{2}}{4p}}+h;} {\displaystyle h=-{\frac {b^{2}-4ac}{4a}};\ \ k={\frac {-b}{2a}}.}
Tomando {\displaystyle y=y(t)}, {\displaystyle y(t)=2pt+k}, e substituindo na equação padrão, obtemos as seguintes equações paramétricas para uma tal parábola:
{\displaystyle \left\{{\begin{array}{ll}x(t)=pt^{2}+h\\y(t)=2pt+k\end{array}}\right.,\quad \forall t\in \mathbb {R} }

### Em coordenadas polares

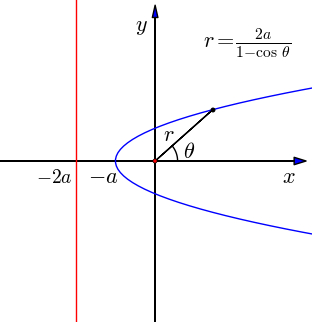
Esboço da parábola com.

Em coordenadas polares, uma parábola com o foco na origem e reta diretriz {\displaystyle x=-2a} é dada pela equação:
{\displaystyle r={\frac {2a}{1-\cos(\theta )}}}
De fato, tomando {\displaystyle r={\sqrt {x^{2}+y^{2}}}} e {\displaystyle \cos(\theta )={\frac {x}{\sqrt {x^{2}+y^{2}}}}} e substituindo na equação polar, obtemos:
{\displaystyle y^{2}=4a(x+a)}
que é a equação padrão da parábola de vértice {\displaystyle V(-a,0)} e reta diretriz {\displaystyle x=-2a}.

### Forma em coordenadas gaussianas
A forma em coordenadas gaussianas é dada por:[carece de fontes?]
{\displaystyle (\tan ^{2}\phi ,2\tan \phi )}
e possui a normal {\displaystyle (\cos \phi ,\mathrm {sen} \,\phi )}.

## Equação Quadrática
De forma geral, uma parábola é descrita por uma equação quadrática de coeficientes reais da forma:
{\displaystyle ax^{2}+2bxy+cy^{2}+dx+ey+f=0}
com {\displaystyle b^{2}=ac} e {\displaystyle a+c\neq 0}. A presença do termo cruzado {\displaystyle xy} (i.e., {\displaystyle b\neq 0}) indica que a parábola tem eixo de simetria transversal em relação aos eixos canônicos {\displaystyle x,y}.

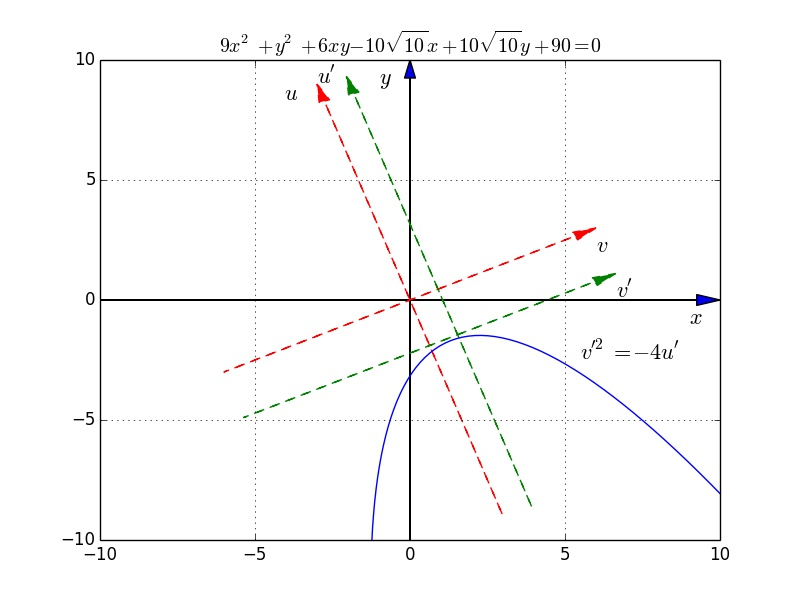
Esboço de uma parábola em posição não padrão. Aqui,,, a rotação é dada por e e a translação é dada por e.

Tal equação pode ser escrita na seguinte forma matricial:
{\displaystyle \mathbf {x} ^{T}A\mathbf {x} +\mathbf {b} \mathbf {x} +f=0}
onde {\displaystyle \mathbf {x} =\left[{\begin{array}{l}x\\y\end{array}}\right]} é o vetor real bidimensional das incógnitas,
{\displaystyle A=\left[{\begin{array}{ll}a&b\\b&c\end{array}}\right]}
é uma matriz real simétrica de autovalores reais {\displaystyle \lambda _{1}} e {\displaystyle \lambda _{2}}, sendo exatamente um deles nulo,
{\displaystyle \mathbf {b} =\left[d~~e\right]}
é o vetor real bidimensional, e {\displaystyle f} é um escalar real.

### Rotação
Uma parábola cujo eixo de simetria não é paralelo ao eixo das abscissas nem ao eixo das ordenadas pode ser descrita como uma rotação de uma parábola em uma posição padrão. Notemos que a matriz {\displaystyle A} é ortogonalmente diagonalizável, i.e.:
{\displaystyle P^{T}AP=\left[{\begin{array}{ll}\lambda _{1}&0\\0&\lambda _{2}\end{array}}\right]}
onde {\displaystyle P=\left[\mathbf {v} _{1}~~\mathbf {v} _{2}\right]} é a matriz ortogonal, cujas colunas são autovetores {\displaystyle \mathbf {v} _{1}}, {\displaystyle \mathbf {v} _{2}} associados aos autovalores {\displaystyle \lambda _{1}} e {\displaystyle \lambda _{2}}, respectivamente.
Fazendo a mudança de variável:
{\displaystyle \mathbf {x} =P\mathbf {y} ,\quad \mathbf {y} =\left[{\begin{array}{l}u\\v\end{array}}\right]},
podemos escrever a equação da parábola nas novas variáveis {\displaystyle u,v} como:
{\displaystyle \mathbf {y} ^{T}\left(P^{T}AP\right)\mathbf {y} +\left(\mathbf {b} P\right)\mathbf {y} +f=0}
a qual representa uma parábola cujo eixo de simetria é paralelo ao eixo {\displaystyle u}, dado pelo autovetor {\displaystyle \mathbf {v_{1}} }, ou ao eixo {\displaystyle v}, dado pelo autovetor {\displaystyle \mathbf {v} _{2}}.

### Translação
Uma parábola de vértice {\displaystyle V(h,k)} pode ser vista como uma translação de uma parábola de vértice na origem. Ou seja, fazendo a mudança de variável:
{\displaystyle \mathbf {z} =\left[{\begin{array}{l}u'\\v'\end{array}}\right]=\left[{\begin{array}{l}u\\v\end{array}}\right]-P^{T}\left[{\begin{array}{l}h\\k\end{array}}\right]}
obtemos a equação padrão da parábola escrita nas variáveis {\displaystyle u',v'}.

## Propriedade Refletora

Propriedade refletora de uma parábola.

Para uma superfície parabólica que seja construída com material reflexivo, um feixe de partículas paralelas ao eixo de simetria é direcionado para o seu foco.
De fato, consideramos, sem perda de generalidade, a parábola {\displaystyle x^{2}=4py} ilustrada na figura ao lado. Nela, {\displaystyle F(0,p)} denota seu foco, {\displaystyle A(0,0)} seu vértice e {\displaystyle E(x,4py)} o ponto de incidência de um feixe de partículas paralelo ao eixo de simetria dessa parábola. A reta paralela ao eixo de simetria que contém a trajetória da onda tem interseção com o eixo das abscissas no ponto {\displaystyle D(x,0)} e com a diretriz da parábola no ponto {\displaystyle C(x,-p)}. Observamos que o segmento {\displaystyle FC} tem interseção com o eixo das abscissas no ponto {\displaystyle B\left({\frac {x}{2}},0\right)}, i.e. no ponto médio entre os pontos {\displaystyle A} e {\displaystyle D}.  Por essa razão e mais o fato de que {\displaystyle F} e {\displaystyle C} são equidistantes do eixo das abscissas, vemos que {\displaystyle BEF} e {\displaystyle CEB} são triângulos congruentes. Notamos, agora, que a reta que passa pelos pontos {\displaystyle B} e {\displaystyle E} têm inclinação {\displaystyle {\text{arc tg}}\left({\frac {|DE|}{|BD|}}\right)={\text{arc tg }}(8px)} e, portanto, é a reta tangente à parábola no ponto {\displaystyle E}, pois {\displaystyle y'=8px} neste ponto. Assim, se {\displaystyle \alpha } é o ângulo de incidência do feixe com a reta tangente no ponto {\displaystyle E} (equivalentemente, com um elemento infinitesimal do comprimento do arco da parábola no mesmo ponto) , temos que o feixe é refletido pela parábola com o mesmo ângulo. Pela congruência dos triângulos {\displaystyle BEF} e {\displaystyle CEB}, vemos que a onda refletida alcança o ponto {\displaystyle F}, i.e. o foco da parábola.

### Aplicações práticas
Algumas aplicações dessa propriedade podem ser vistas no uso de refletores parabólicos, como para captação de som a grandes distâncias com um microfone parabólico, que utiliza o refletor para coletar e focar ondas sonoras em um transdutor, conceito similar ao da antena parabólica. Esses microfones conseguem captar sons muitos distantes na direção em que é apontado e normalmente é utilizado para gravar sons da natureza e para espionagem.